# Adella Prentiss Hughes
Adella Prentiss Hughes   (Cleveland, 29 de novembre de 1869 - Cleveland, 2 d'agost de 1950) va ser una pianista i empresària amb seu a Cleveland, Ohio. És coneguda sobretot per haver estat la fundadora de lOrquestra de Cleveland.

## Biografia
Nascuda a Cleveland el 1869, Adella Prentiss Hughes tenia connexions profundes que es remuntaven a l'origen de la ciutat. El seu avi patern, Moses Warren (de qui es nomenen les zones de Warren i Warrensville), formava part de l'equip d'enquestes original de Moses Cleaveland al llarg del riu Cuyahoga, i els seus avis materns eren amics d'altres famílies pioneres a la zona, sobretot les Severances. Hughes va començar a prendre classes de piano a una edat primerenca, establint una relació de tota la vida amb la música. Després d'assistir a la "Miss Fisher's School for Girls" (avui coneguda com a "Hathaway Brown"), es va matricular al "Vassar College", on es van produir algunes de les seves primeres experiències en lideratge.
Mentre s'especialitzava en música a Vassar, Hughes formava part del glee club, va fundar el club banjo i va organitzar esdeveniments per a tots dos grups. Aquests van ser passos importants en la seva carrera en direcció d'art. A Vassar, Hughes també es va fer amiga d'Elisabeth Rockefeller i la seva relació, basada en un amor compartit per la música, donaria lloc a connexions més importants pel camí. Hughes es va graduar el 1890 amb la distinció de "Phi Beta Kappa" i va marxar amb la seva mare a fer una gira per Europa. Tot i que una professora amb qui Hughes era proper, Lucy M. Salmon, la va animar a seguir un doctorat d'història, En lloc d'això, Hughes va intentar afavorir el seu enriquiment musical participant en un tipus de viatge de la "majoria d'edat" que reflecteix el "Great Western Tour de Mozart". Ella i la seva mare van viatjar a les reconegudes sales de concerts d'Europa i van passar un llarg període a Berlín. Mentre hi era, Hughes va continuar estudiant piano abans de tornar als Estats Units el 1891. Durant la dècada següent, va treballar com a acompanyant professional i es va convertir en membre del "Cleveland's Fortnightly Music Club".

## Carrera
El 1898, Hughes va organitzar el seu primer compromís professional com a gestora de concerts amb una interpretació local del cicle de cançons de Liza Lehmann En un jardí persa, que va dur "de gira" a Toledo, Columbus, Detroit, Ann Arbor, i Chicago. Durant aquest temps, Hughes va veure fallir diverses orquestres a Cleveland, en la majoria dels casos a causa de la manca de finançament. Ja el 1901, Hughes va començar a convidar orquestres a fer concerts a la zona, començant per lOrquestra Simfònica de Pittsburgh en una sèrie patrocinada pel "Fortnightly Music Club". Tres anys després, Adella Prentiss es va casar amb el cantant Felix Hughes, a qui havia conegut durant la seva visita a la ciutat. El 1904, va portar Richard Strauss a Cleveland com a director convidat de lOrquestra Simfònica de Pittsburgh, un compromís que va posar en marxa més d'una dècada d'actuacions en una sèrie coneguda com a Concerts de l'Orquestra Simfònica, amb principals directors aparellats orquestres, incloses Leopold Stokowski amb lOrquestra de Cincinnati i Gustav Mahler amb la Filharmònica de Nova York, juntament amb lOrquestra Simfònica de Boston i lOrquestra Simfònica de Chicago.
El 1912, va ajudar a una professora de cant, Almeda Adams, a fundar el "Cleveland Music School Settlement" per a infants. Per a la temporada 1914-1915, Hughes va rebre la notícia d'una possible visita a Cleveland per Sergei Diaghilev i els seus ballets russos i va cridar a una reunió d'homes de negocis rics al vestíbul per a la creació d'una organització per assegurar el finançament i el suport per a les presentacions musicals - establint l'Associació d'Arts Musicals l'estiu de 1915.
A la primavera següent, els Clevelands van rebre diverses representacions de Ballets Russos al Teatre Hipòdrom. La companyia de Dhiagilev va interpretar prop d'una dotzena d'obres, incloses The Firebird i Petrushka, d'Ígor Stravinski, i dirigides per Ernest Ansermet. Impulsada per una resposta positiva, Hughes va reunir una presentació de l'òpera Siegfried de Richard Wagner per ser dirigida per Artur Bodanzky, director de l'Òpera Metropolitana, al League Park, aleshores casa dels Cleveland Indians, el 19 de juny de 1916. El programa va atreure a una gran multitud i va ajudar a inspirar a Hughes per començar a establir una orquestra permanent per a Cleveland.
Després de conèixer Hughes a Nova York, el director i violinista Nikolai Sokoloff va acordar visitar Cleveland per estudiar el nivell d'educació musical a les escoles públiques locals. Tot i els bloquejos causats per la Primera Guerra Mundial i un brot de grip, Sokoloff, Hughes, el crític musical Archie Bell i el pare John Powers de la parròquia de "St. Ann a Cleveland Heights" van signar un contracte per a un concert de la recentment formada Cleveland Symphony Orquestra que es representaria l'11 de desembre de 1918. Durant les següents quinze temporades, Hughes va treballar com a director general de l'Orquestra.
Impulsada per la direcció de Sokoloff i la determinació de Hughes, l'Orquestra es va expandir en programació i mida: el seu primer concert d'educació per a infants es va realitzar el 1921 i Hughes va fundar el "Women's Committee of The Cleveland Orchestra", que es va centrar en el creixement musical dels infants locals. Va col·laborar amb la consultora d'educació Lillian Baldwin, que va ajudar a implementar el famós "Cleveland Plan", un model futur per als programes nacionals d'educació musical.
Durant les temporades següents, l'Orquestra va continuar assolint una sèrie de fites professionals: un concert a l'"Hippodrome Theatre de Nova York" (1921)gires per Ohio i Michigan, un primer concert al Carnegie Hall (1922), i una primera gravació, de Txaikovski l'1812 Overture, dirigida per Nikolai Solokoff al Braunschweig etiqueta (1924). Al final de la dècada, Hughes es va preocupar per la construcció d'una residència permanent per a l'Orquestra. Durant anys, els concerts del conjunt havien estat realitzats a l'armeria de Greys, a l'Auditori Masonic i al Public Hall. Però ara Hughes sol·licitava fons als garants públics i als membres de l'Associació d'Arts Musicals per donar suport a la construcció d'una nova sala per a l'Orquestra de Cleveland. Finalment, en un anunci sorpresa en un concert el 1928, John L. Severance i la seva dona, Elisabeth, van comprometre 1 milió de dòlars per la construcció de l'edifici.
El 5 de febrer de 1931 es va celebrar un concert de gala la nit d'obertura del "Severance Hall". Dos anys més tard, Hughes es va retirar d'un càrrec administratiu oficial a l'Associació d'Arts Musicals, tot i que va continuar exercint de vicepresidenta i secretària voluntària, mantenint una veu activa en qüestions del futur de l'orquestra. Fins a la seva mort, el 23 d'agost de 1950, va estar fermament compromesa amb la seva missió original d'educar i inspirar persones de tota la regió i de tot el món a través del poder i la passió de la música.

## Enterrament
- Hughes va ser soterrada al cementiri de Lake View, a Cleveland.[28]